# 1019년

## 연호
- 북송(北宋) 천희(天禧) 3년
- 요(遼) 개태(開泰) 8년
- 일본(日本) 간닌(寛仁) 3년
- 리 왕조(李朝) 투언티엔(順天) 10년

## 기년
- 북송(北宋) 진종(眞宗) 22년
- 요(遼) 성종(聖宗) 38년
- 고려(高麗) 현종(顯宗) 10년
- 리 왕조(李朝) 태조(太祖) 10년

## 사건
- 3월 10일 - 강감찬이 귀주 대첩에서 승리하였다.

## 탄생
- 12월 29일 - 고려 11대 국왕 문종
- 중국 북송 유학자 사마광

## 사망
- 고려(高麗)의 무신(武臣) 전보인(全輔仁)
- 고려(高麗)의 문신(文臣) 유진(劉瑨)